# Pekándió
A pekándió (Carya illinoinensis) nevű diófafaj Észak-Amerikában honos. Őshazája az USA déli részén, a Mississippi és mellékfolyói mentén található. Manapság már máshol is termesztik, Ausztráliában, Brazíliában, Kínában, Mexikóban, Izraelben, Peruban vagy Dél-Afrikában, de a világ pekándió termésének java az USA-ból származik.

## Jellemzői
Oszlopos, terebélyes alkatú, 30 m-re megnövő lombhullató fa. Levelei szárnyasak, változó számúak, 30–50 cm-esek. Az összetett levelek levélkéinek száma 9–11–17, legfeljebb 23. A levélkék keskenyek, hosszúkásak, kihegyesedők, szélük kétszeresen fogazott, sarlósak, visszahajló csúcsúak, sötétzöldek. Hosszuk 10-20, szélességük 2,5–7,5 cm. Nővirágai füzérben helyezkednek el, aprók, jelentéktelenek, sárgák. Barkái sárgászöldek, 7–8 cm-esek, lecsüngők. Az utódok változatossága, életképessége érdekében ugyanazon fán eltérő időben nyílnak a hím- és nővirágok. Termését 3-11 db-os fürtben hozza. Termése hosszúkás dió, 2,6–6 cm hosszú és 1,5–3 cm széles. A termést 3–4 mm vastag héj veszi körül, amely az érés során zöldről barna színűvé válik és négyrét hasad. A dió maga vékony, hosszúkás, feketével díszített barna ovális csonthéjban (keresztmetszete kör alakú) vörösbarna színű, kellemes ízű, ehető, magas olajtartalmú, értékes tápanyagokat tartalmazó belet tartalmaz. Illata egzotikus, jellegzetes, kinézetre kissé az elnyújtott diógerezdekre hasonlít leginkább.

## Felhasználása
Jól használható süteményekbe, péksüteményekbe, kalácsokba, kenyérfélékbe. Emellett mint csemegét és a belőle nyert olajat is fogyasztják. Olaja saláták, köretek készítéséhez öntetként vagy ízesítőként használatos. A pekándiós pite igazi amerikai nemzeti sütemény.

## Képek

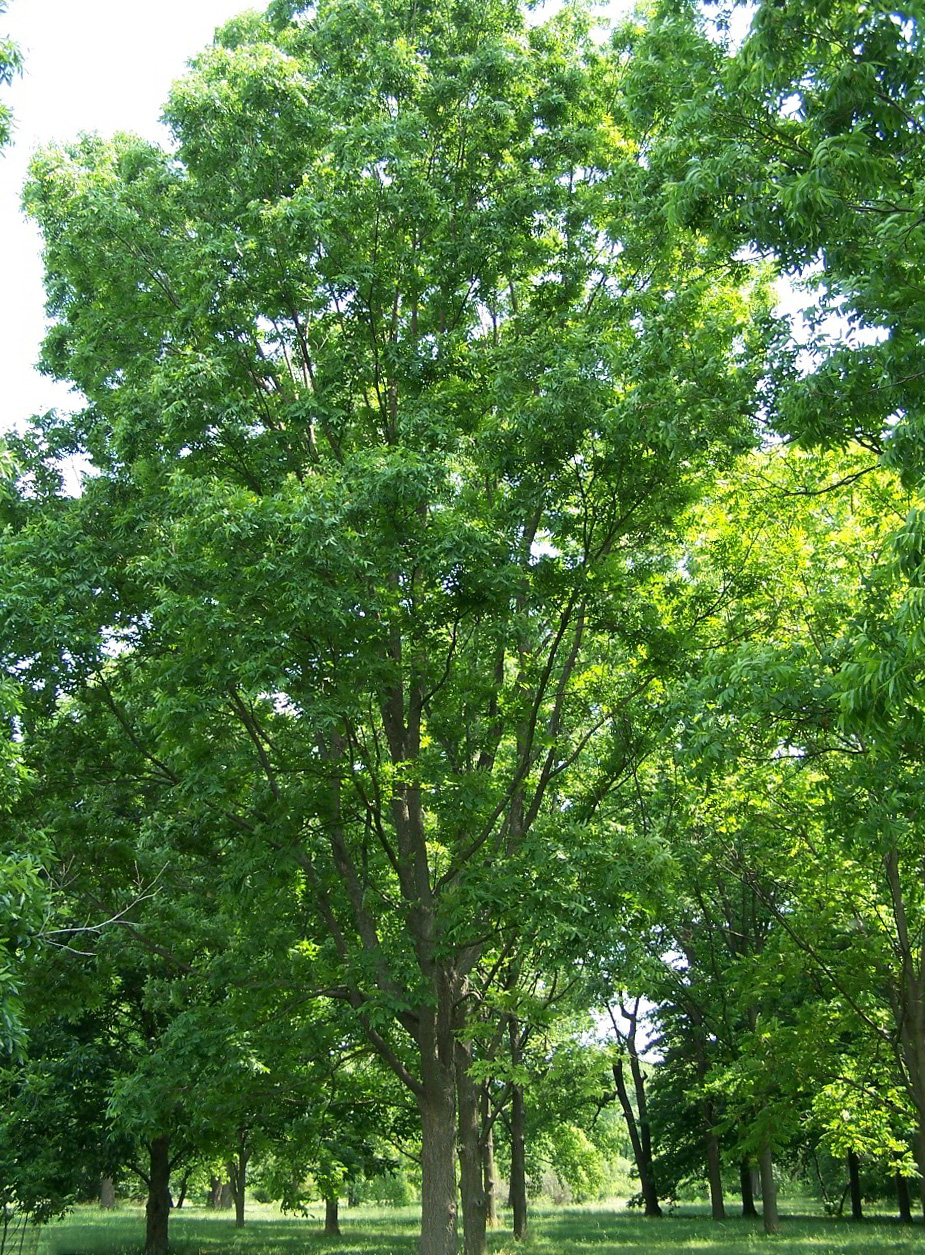
Habitusa
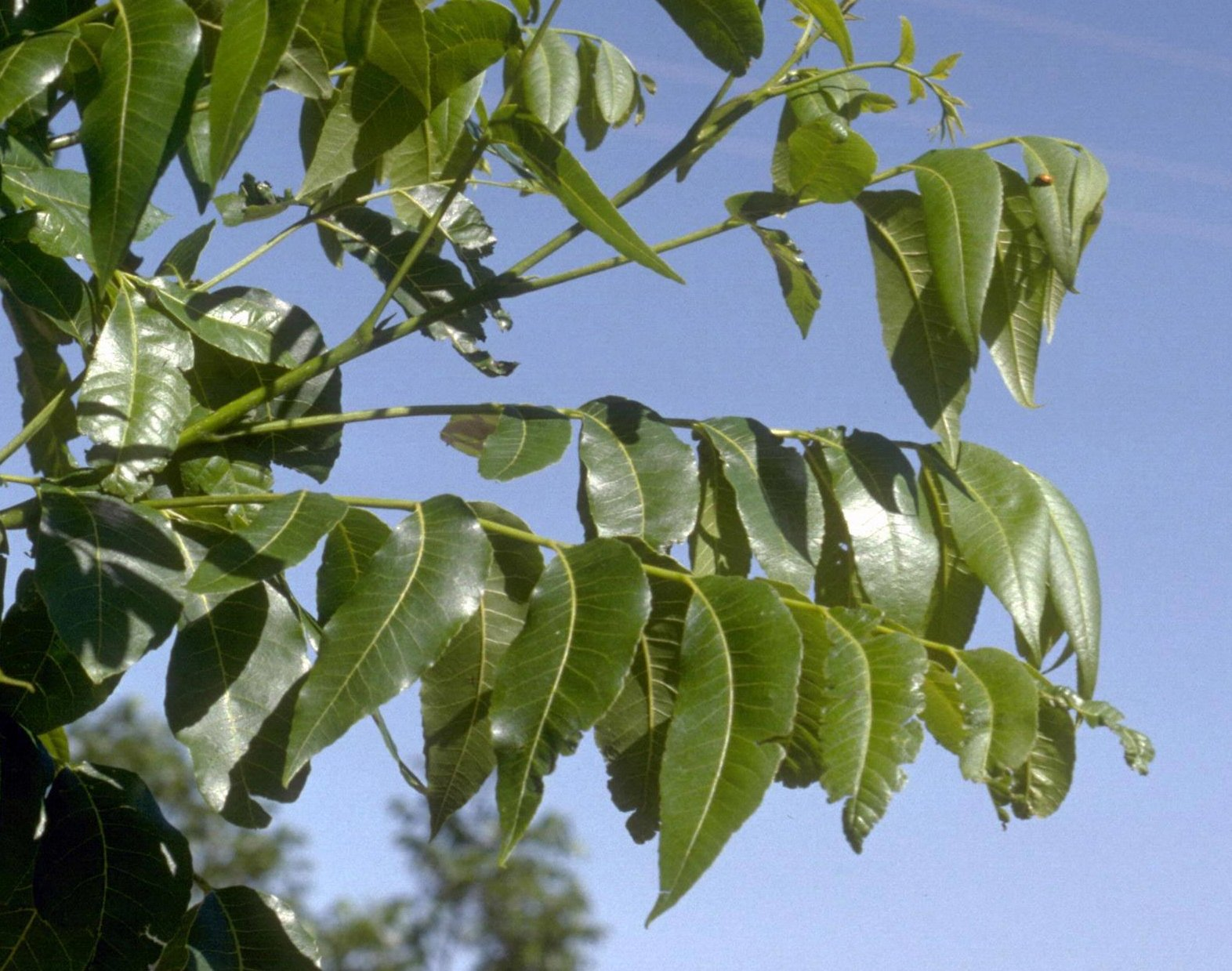
Levele
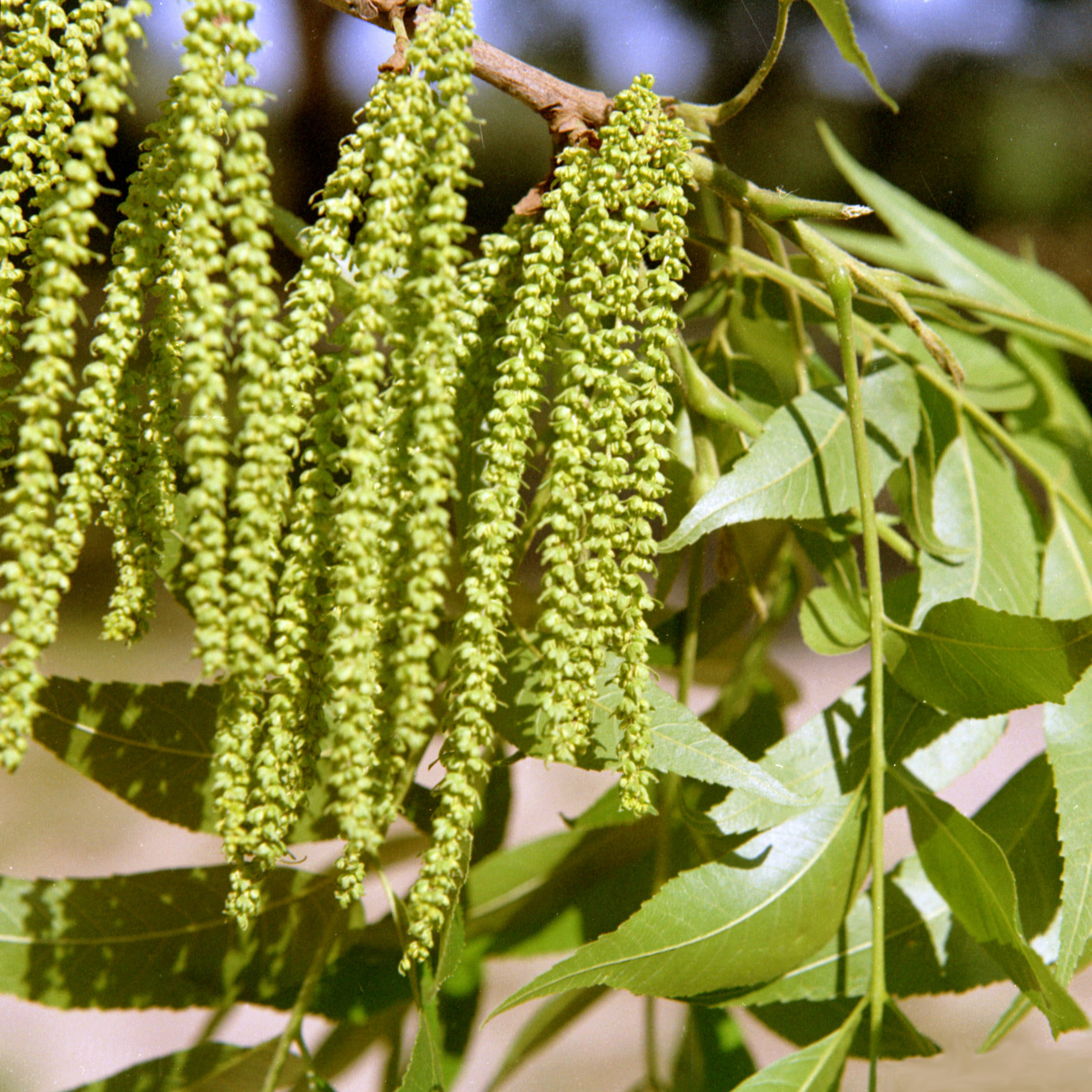
Virágzata
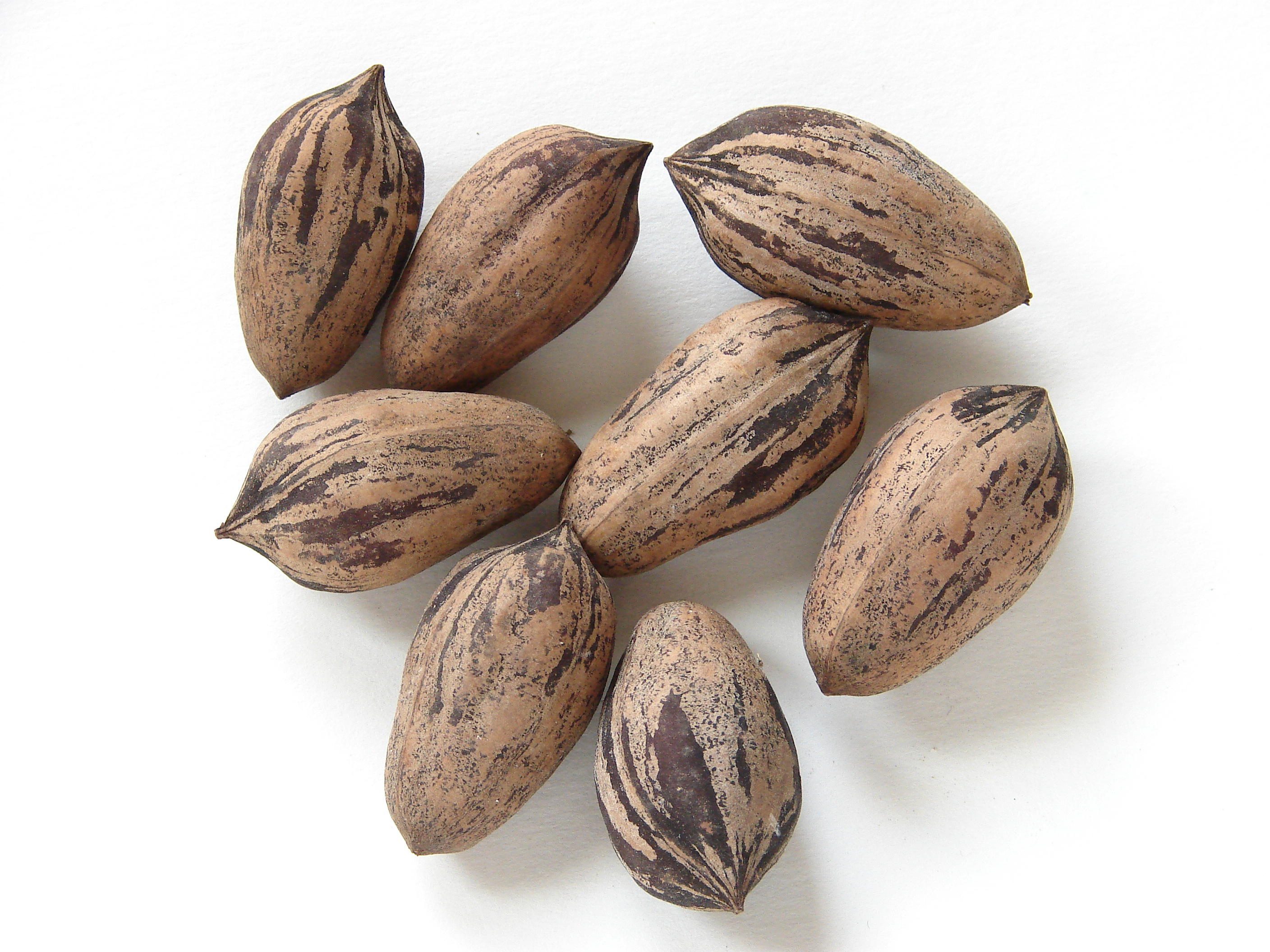
magja
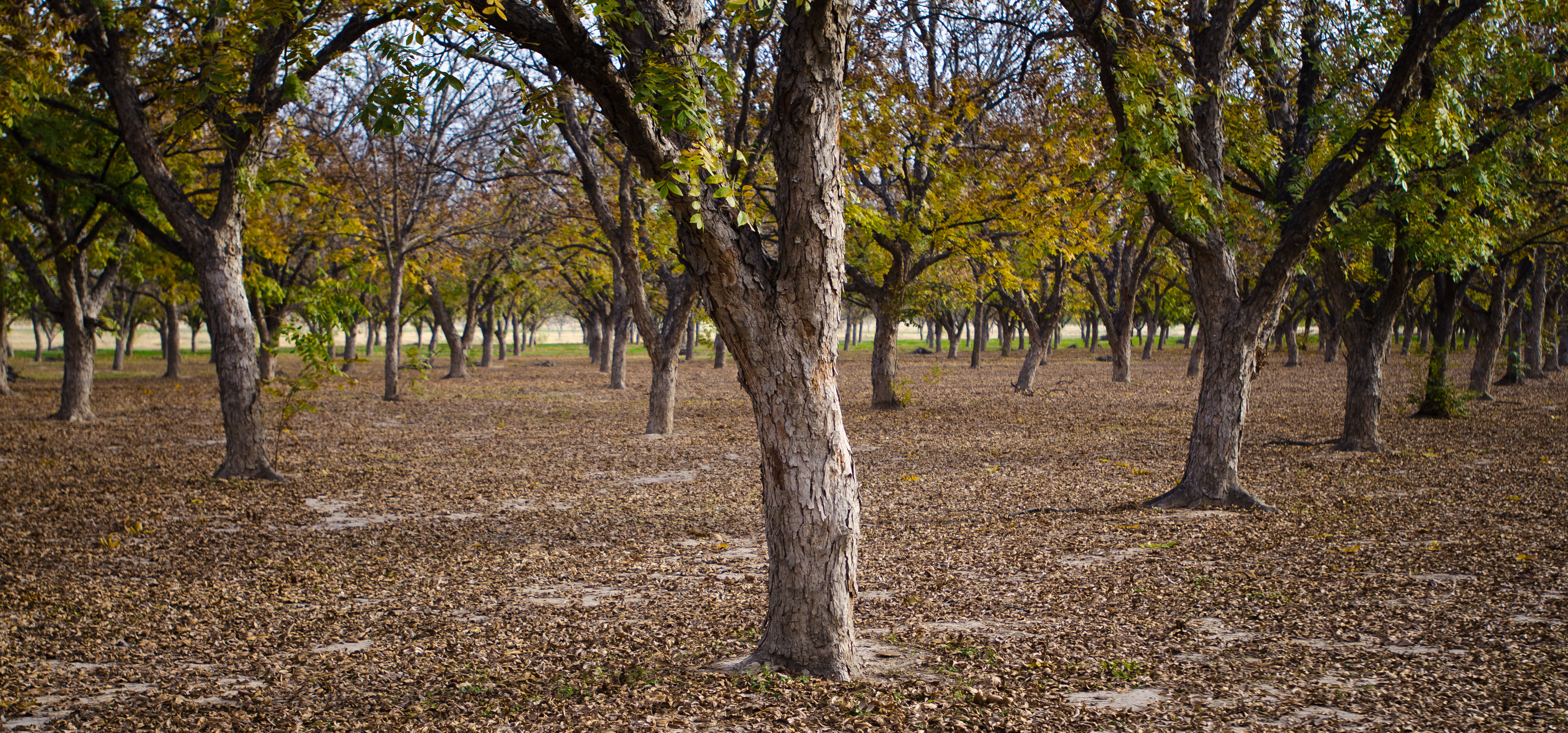
Ültetvény szüret idején
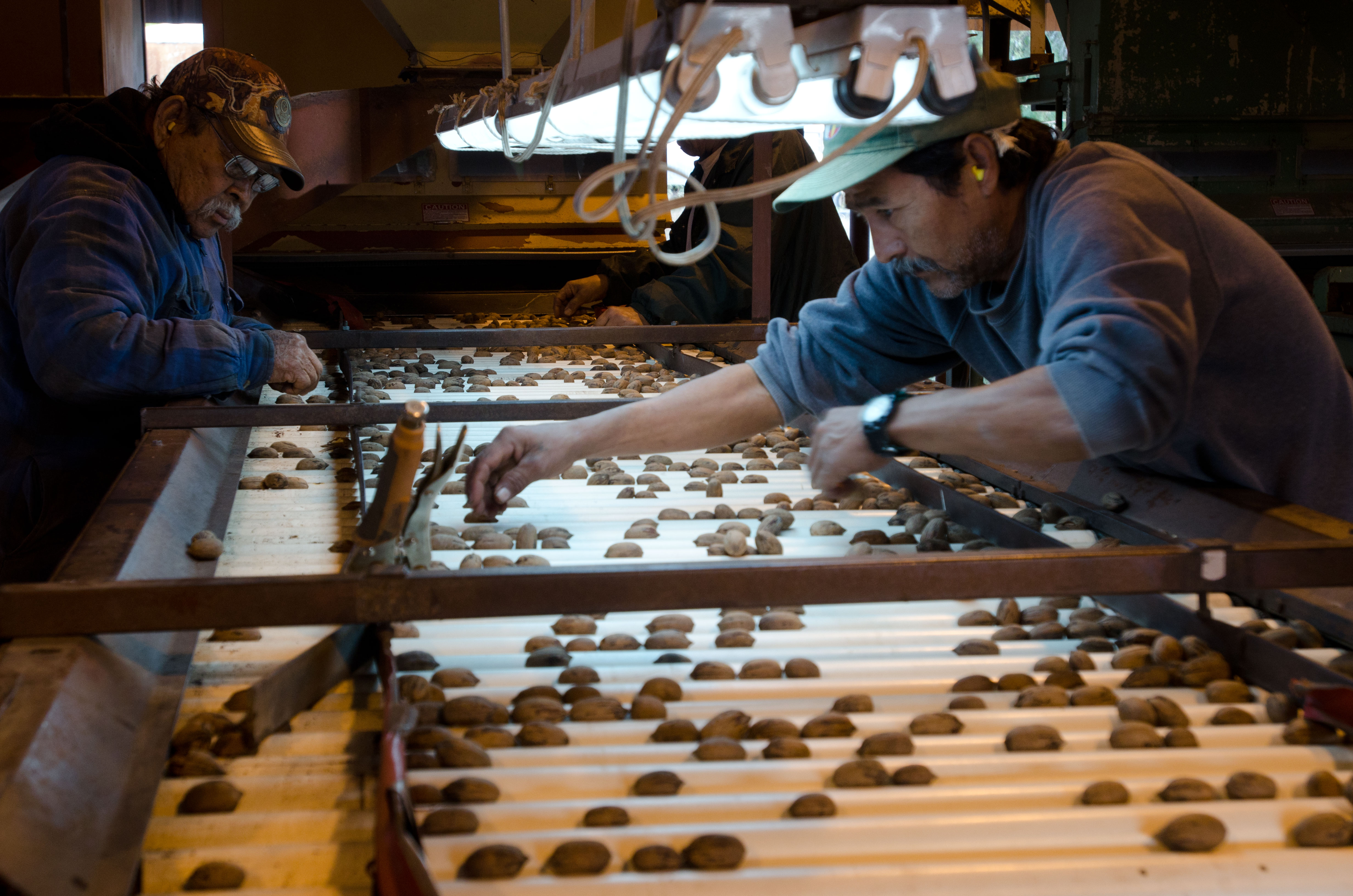
Feldolgozóüzem
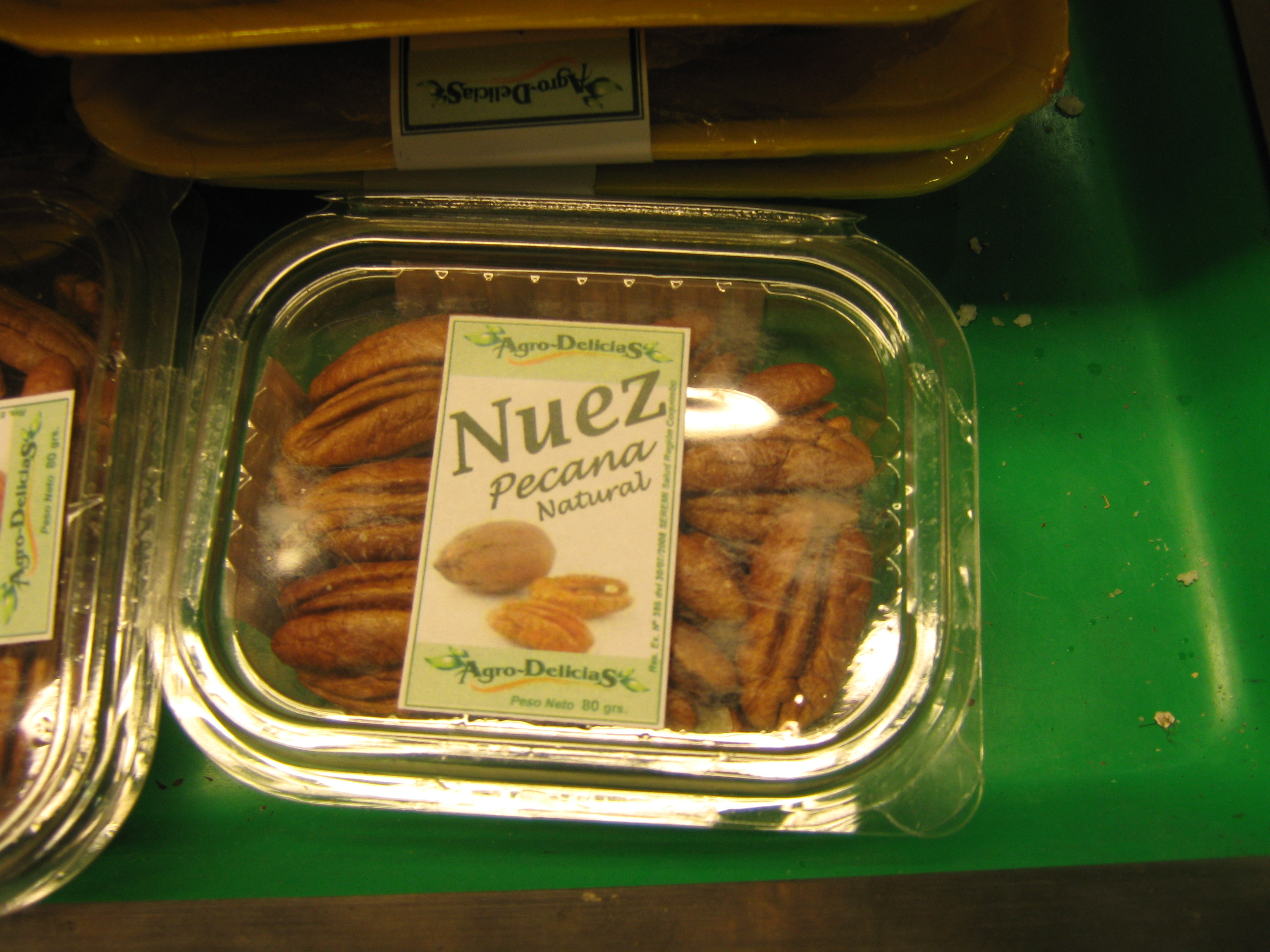
termék
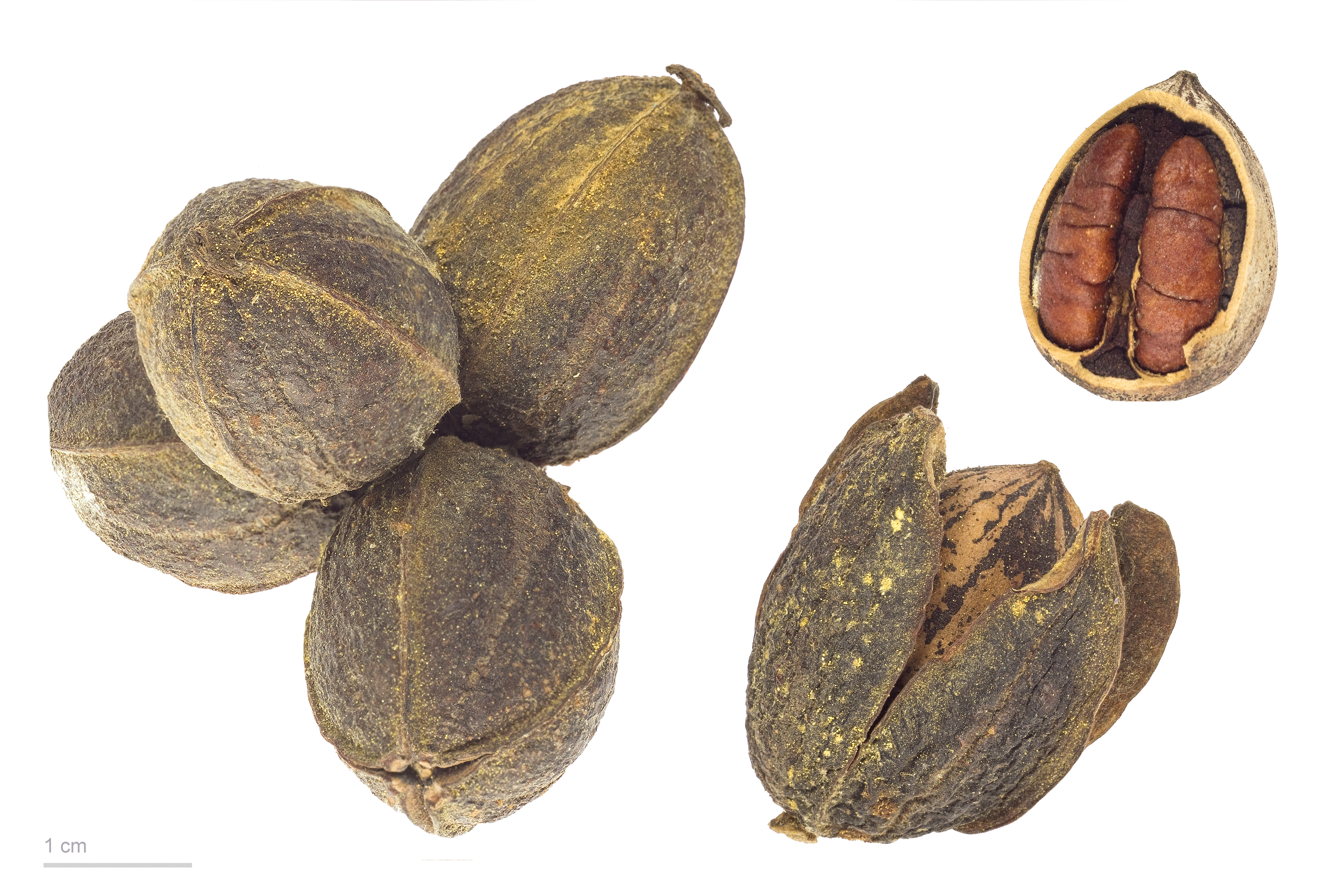
Carya illinoinensis - Museum specimen

## Fordítás
- Ez a szócikk részben vagy egészben  a   Pecan című angol Wikipédia-szócikk fordításán alapul.  Az eredeti cikk szerkesztőit annak laptörténete sorolja fel. Ez a jelzés csupán a megfogalmazás eredetét és a szerzői jogokat jelzi, nem szolgál a cikkben szereplő információk forrásmegjelöléseként.